# Ibrahim Moukhtar El-Wakil
Ibrahim Moukhtar El-Wakil (* 1911 in al-Mansura (Ägypten); † 1988) war ein ägyptischer Diplomat.
El-Wakil war von Beruf Journalist. In Manchester absolvierte er ein dreijähriges Master-Studium. Er heiratete Jamila el-Ghaïaty, ihre gemeinsame Tochter ist die Kunsthistorikerin Leïla el-Wakil.
Ab 1963 leitete er die Ständige Delegation der Arabischen Liga bei der UNO und den internationalen Organisationen in Genf. El-Wakil veranstaltete dort kulturelle Veranstaltungen zu Themen, die die arabische Welt betrafen. Zu seinen Gästen zählten unter anderem der Präsident des IKRK und Bundesrat Max Petitpierre.